# Takumi Watanabe
Takumi Watanabe (jap. 渡辺 匠 Watanabe Takumi; ur. 15 marca 1982) – japoński piłkarz występujący na pozycji pomocnika. Obecnie występuje w Fukushima United FC.

## Kariera klubowa
Od 2000 roku występował w klubach Kawasaki Frontale, Montedio Yamagata, Roasso Kumamoto, Matsumoto Yamaga FC, Yokohama FC i Fukushima United FC.